# RTI (azienda)
RTI S.p.A. (acronimo di Reti Televisive Italiane) è un'azienda di proprietà di Mediaset.

## Storia
Le origini della società RTI risalgono al maggio 1977, quando nell’ufficio stampa del tribunale di Roma viene registrata la testata editoriale “R.T.I. S.p.A.”, con sede legale a Roma, in via Parigi 11. Negli atti ufficiali non vi è traccia dei nomi dei fondatori, ma è comunque certo che la proprietà del pacchetto azionario faccia riferimento ad Alessandro e Carlo Perrone, il primo già editore e direttore de Il Messaggero di Roma e proprietario all’epoca de Il Secolo XIX di Genova. Presidente del consiglio d'amministrazione risulta essere Pasquale Prunas, giornalista del Messaggero. Nel 1979 inizia le trasmissioni come emittente televisiva locale romana, e a partire dal 1982 aderisce al neonato network nazionale Rete 4 del gruppo Mondadori. Nel 1984, con l'acquisizione di quest'ultima rete da parte dalla Fininvest, anche R.T.I. viene inglobata nella società finanziaria di Silvio Berlusconi.
Confluita in Mediaset nel 1996, diventa la società licenziataria delle concessioni televisive del gruppo ed è l'unica società televisiva del Gruppo Mediaset ad avere la sua sede legale a Roma, in Largo del Nazareno 8, mentre la sua sede direzionale, amministrativa ed operativa è situata a Cologno Monzese, in Viale Europa 44/46.
A fine 2014 la proprietà di The Space Cinema passa al gruppo Vue International.
Da aprile 2019 ha gestito direttamente i canali Mediaset Premium, in seguito alla chiusura dell'azienda, fino a gennaio 2022, quando sono stati disattivati anche quest’ultimi.
A novembre 2020 cede a Ortigia Investimenti e Luxury Immobiliare il 100% di MediaShopping, scorporata ad ottobre dello stesso anno.

## Società partecipate
L'elenco comprende:
- Elettronica Industriale (100%)
- Boing S.p.A. (51%)
- Medusa Film (100%)
- Fascino PGT (50%)
- Tivù S.r.l. (48,6%)
- Taodue Srl (100%)
- Class CNBC S.p.A. (20%)

## Ex società partecipate
- Capitolosette S.r.l. (49%)
- The Space Entertainment S.p.A. (91,55%)
  - The Space Cinema 1 S.p.A. (100%)
  - The Space Cinema 2 S.p.A. (100%)
- Media Shopping S.p.A (100%)
- Mediaset Premium (100%)

## Azionisti
1. Mediaset S.p.A. (100%)

## Il jingle
Il jingle che dal 1995 introduce gran parte dei programmi prodotti da RTI è stato composto da Franz Di Cioccio e Patrick Djivas, entrambi membri della PFM ed anche autori della musica della sigla del TG5 e di Meteo 5. Questo motivo, nel corso degli anni, ha avuto vari arrangiamenti ad opera di Silvano Chimenti, Marco Rinalduzzi e Paolo Carta, più altri specificamente usati per alcuni programmi.